# Hantumervaart
De Hantumervaart (Fries en officieel: Hantumer Feart) is een kanaal in de Nederlandse provincie Friesland. 
De Hantumervaart begint ten noordwesten van Dokkum aan de noordzijde van buurtschap Betterwird en de westzijde van buurtschap Bornwirdhuizen bij een kanaal tussen de Foudgumervaart en de Oude Peasens. Het kanaal met een lengte van vier kilometer loopt noordwaarts en kruist De Paezens en loopt  ten westen van Hiaure en ten oosten van buurtschap Lutkelaard. Aan de vaart staat het boeddhistische klooster Karma Deleg Chö Phel Ling en de Hantumermolen. Aan de oostzijde van Hantum is de uitmonding in de Ternaardervaart.